# Parmelan
Le Parmelan est une montagne de France, en Haute-Savoie, sur la bordure occidentale du massif des Bornes. Elle se présente sous la forme d'un plateau calcaire situé entre 1 600 et 1 800 mètres d'altitude, bordé de falaises sur ses rebords nord, ouest et sud et qui culmine à 1 856 mètres d'altitude à sa falaise Sud-Ouest.
Son ascension jusqu'à la tête du Parmelan qui domine Annecy débute à la limite de la route forestière desservant la forêt de son versant ouest. Randonnée classique pour les Annéciens, la cime offre un point de vue intéressant sur l'agglomération d'Annecy et sur le défilé de Dingy ; le chemin est aisé, même pour les enfants.

## Toponymie
Si l'origine des noms « Montoir » est évidente, le nom « Parmelan » est d'origine incertaine. Les toponymes de type Mélan, Meillant, Milan, Miollans sont très courants en zone celtique et bien étudiés. L'origine celte est le composé medio-lanon « plein centre ». Le linguiste Xavier Delamarre émet l'hypothèse qu'il s'agissait de centres sacrés gaulois. Melan est ici précédé de la particule intensive par-. Les oronymes celtes ont souvent un sens religieux.

## Géographie

### Topographie

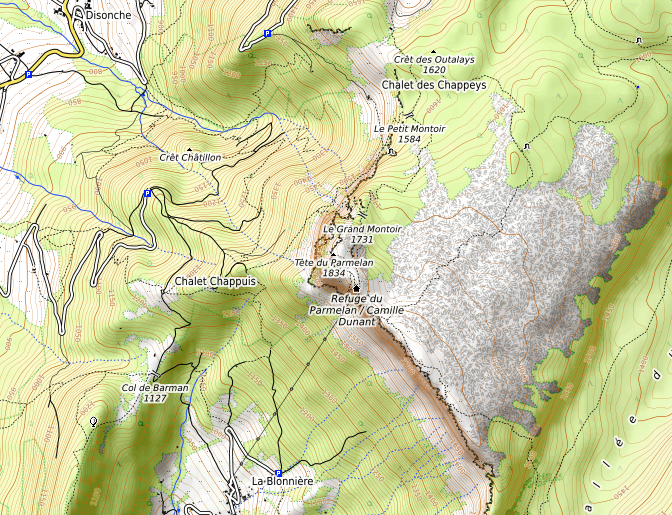
Carte topographique.

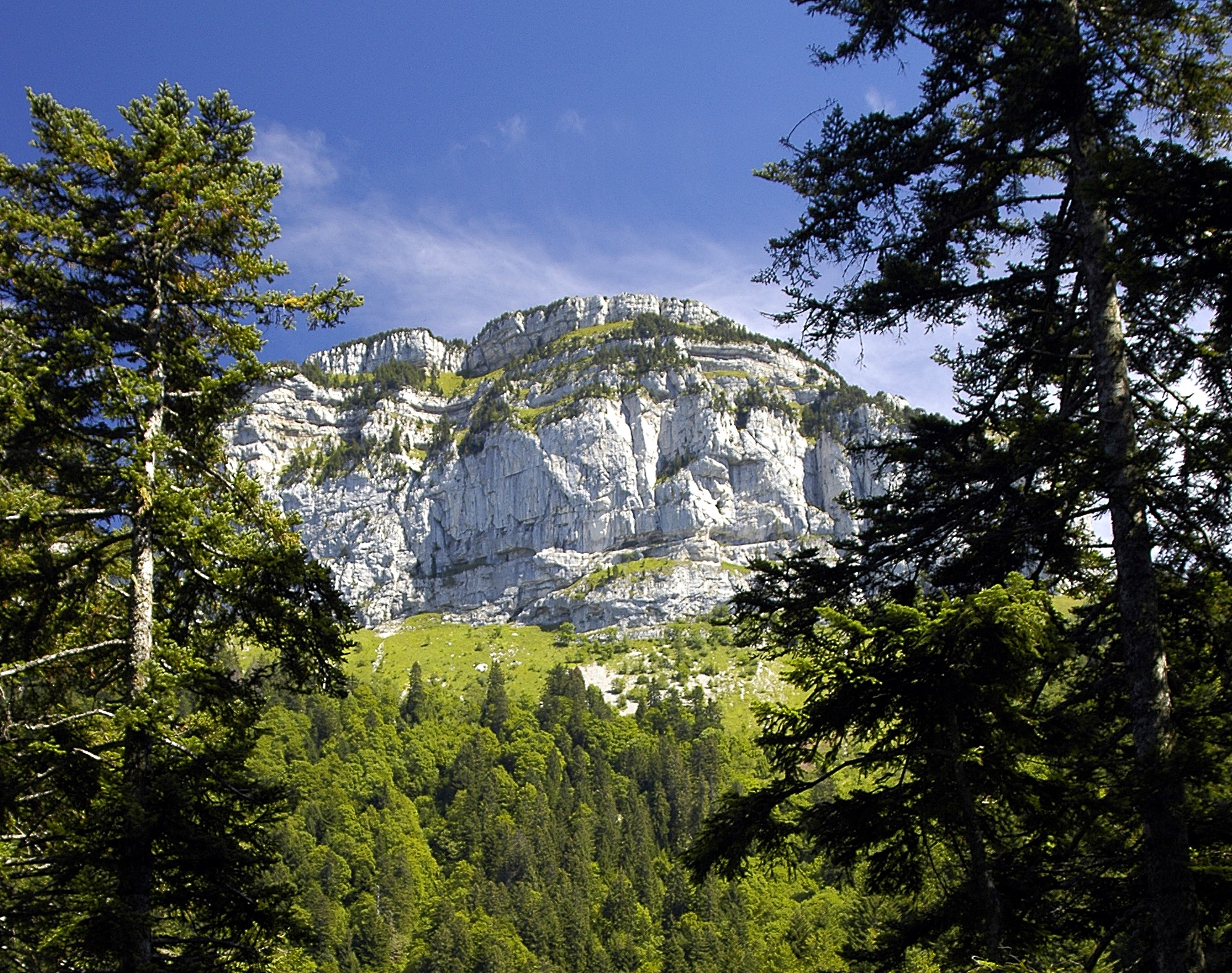
La tête du Parmelan domine une falaise de plus de 200 mètres de hauteur.

Le Parmelan est situé dans le Sud-Est de la France, dans les Alpes et plus précisément dans le massif des Bornes, dans le Sud-Ouest de la Haute-Savoie, au nord-est d'Annecy. Il se trouve sur le territoire communal de Dingy-Saint-Clair pour son flanc Sud et Est ainsi que la moitié méridionale du plateau sommital, de Fillière pour sa moitié Nord et de Villaz pour son flanc Ouest jusqu'au pied des falaises.
La montagne est un plateau parallélogramme délimité par la profonde vallée de la Fillière au nord-est qui la sépare du plateau des Glières et de la montagne de Sous-Dîne, la dépression du Genevois au nord-ouest et à l'ouest, la vallée de Dingy-Saint-Clair au sud-ouest qui s'ouvre sur celle du Fier et la vallée du Perthuis au sud-est qui la sépare du mont Téret, autre plateau calcaire.
Plusieurs sommets s'égrènent essentiellement sur le pourtour du plateau sommital. La falaise dominant la vallée de la Fillière culmine au plan de l'Aigle à 1 673 mètres, constituant l'extrémité nord-est de la montagne ; au nord, à l'autre bout de la même falaise se trouve la tête de Bunant avec 1 660 mètres. Face au Genevois, les formes plus arrondies de la montagne de la Foge à 1 609 mètres et du crêt des Outalays à 1 535 mètres constituent les points d'accès les plus aisés au plateau par le chalet de l'Anglettaz. Le Petit Montoir à 1 585 mètres et le Grand Montoir à 1 730 mètres marquent la naissance de la falaise principale de la montagne. Celle-ci oblique vers le sud-est au niveau de la tête du Parmelan à 1 832 mètres, passe par le point culminant de la montagne à 1 856 mètres au-dessus du hameau de la Blonnière jusqu'au col du Perthuis à 1 565 mètres. De là, la vallée du Perthuis se dirige vers le nord-est entre le plateau du Parmelan au nord-ouest et le mont Téret au sud-est jusqu'à arriver au pied du plan de l'Aigle.
À la tête du Parmelan se trouvent le refuge Camille Dunant géré par le CAF d'Annecy et un site de décollage de parapentes. Ce sommet, le plus emblématique de la montagne, notamment vu depuis Annecy située au sud-ouest, est souvent considéré comme étant le point culminant du Parmelan bien qu'il ait une altitude inférieure de 24 mètres par rapport à la falaise située au sud-est.

### Géologie

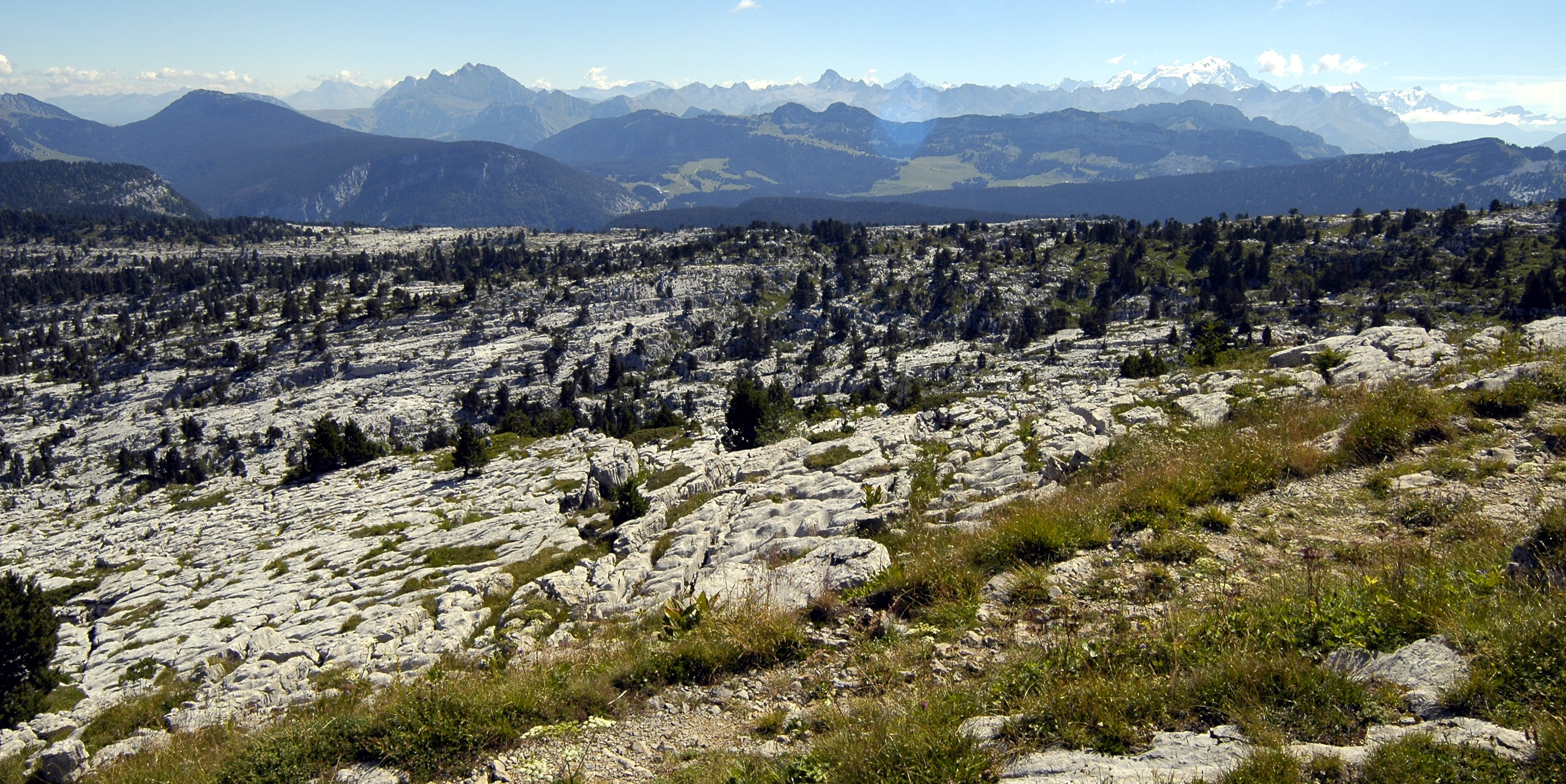
Lapiaz sur le plateau du Parmelan.

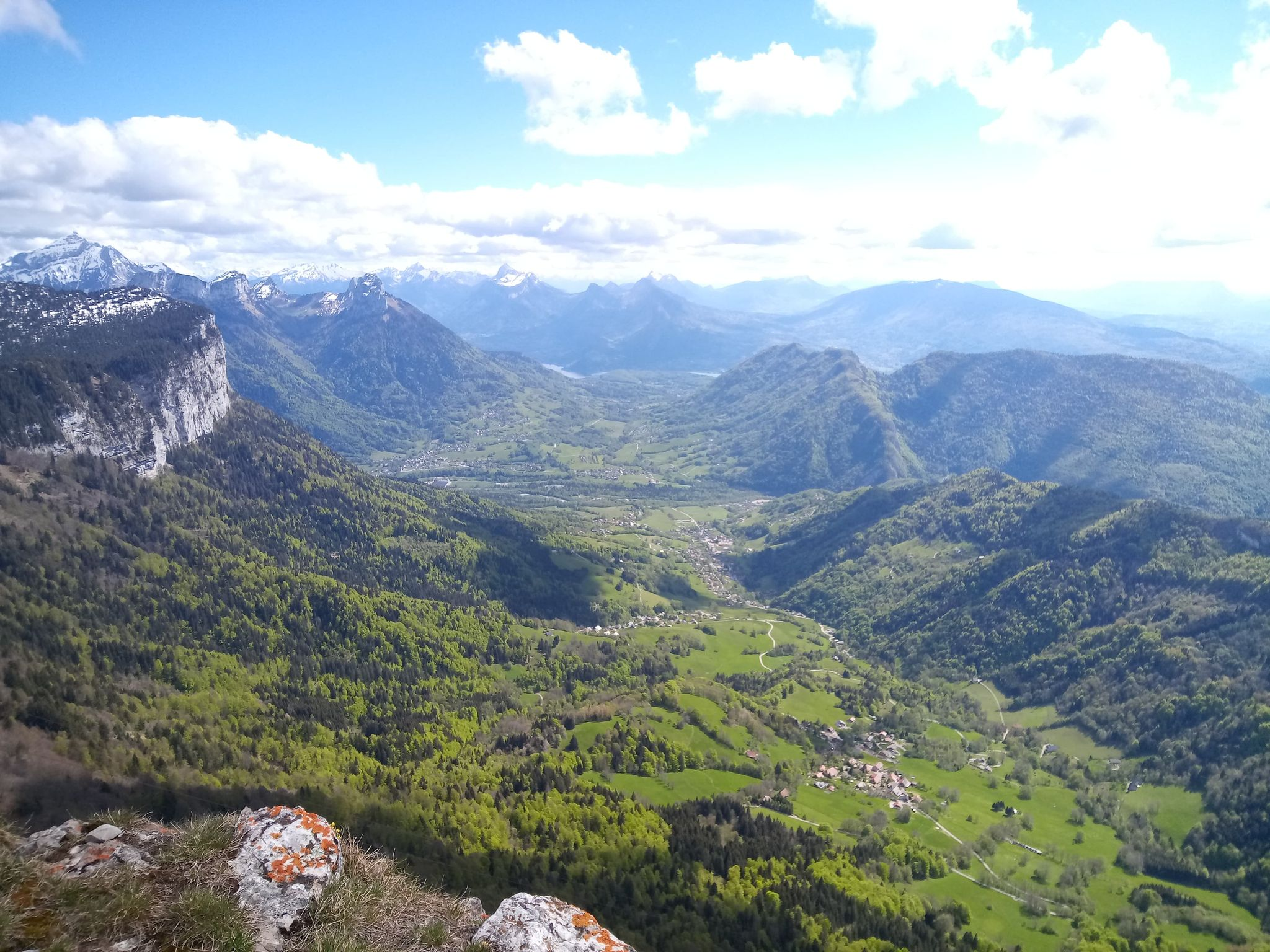
Vue depuis le sommet du Parmelan de la vallée de Dingy-Saint-Clair barrée par le Fier ; dans l'axe de la vallée, le col de Bluffy ouvre le paysage sur le roc de Chère, le lac d'Annecy et au-delà le massif des Bauges.

Le plateau sommital du Parmelan constitue le sommet d'un anticlinal coffré, typique d'un relief jurassien. La montagne est composée de calcaire urgonien formant le plateau reposant sur du calcaire hauterivien formant les flancs de la montagne. Cette pétrologie est à l'origine d'une structure interne karstique avec de nombreux lapiaz et avens.
Deux grands réseaux se développent sous le plateau du Parmelan. Au nord, le réseau de Bunant compte 33,5 kilomètres de galeries pour 370 mètres de profondeur avec 17 entrées. Au centre et au sud, le réseau de la Diau, possède plus de 45 kilomètres de conduits souterrains pour une dénivellation totale de 720 mètres et pourvu de 16 entrées.

## Histoire

### Ufologie
Dans la nuit du 20 au 21 novembre 1996, vers 5 h du matin, plusieurs témoins[réf. nécessaire] attestent d'un bruit sourd, entendu jusqu'à Annecy, et d'un éclair ou même d'une immense lueur blanche, laissant supposer qu'un aéronef s'est accidenté dans la montagne. Les gendarmes de Thônes confirment[réf. nécessaire] qu'une patrouille a bien vu des lumières rouges dans le ciel, le 21 novembre à 5 h 3 et qu'un « bang » a bien été entendu par les militaires de sortie. Cependant, malgré des recherches et une enquête très poussée menée par des militaires et des montagnards, aucune trace au sol n'a jamais été trouvée et cet événement garde encore tout son mystère,.